# Ярошенко, Юрий Гаврилович
Юрий Гаврилович Ярошенко (19 сентября 1927, Днепропетровск — 17 марта 2021, Екатеринбург) — советский и российский инженер-металлург, учёный и педагог, доктор технических наук (1968), профессор (1969), почётный профессор УГТУ (1999). Заслуженный деятель науки и техники РСФСР (1992).

## Биография
Родился 19 сентября 1927 года в городе Днепропетровске Украинской ССР.
С 1944 по 1949 годы обучался на металлургическом факультете Уральского политехнического института, по окончании которого с отличием получил специализацию «инженер-металлург». С 1949 по 1952 годы обучался в аспирантуре на кафедре металлургические печи Уральского политехнического института.
С 1952 года начал свою педагогическую деятельность в Уральском политехническом институте: с 1952 по 1955 годы — ассистент, с 1955 по 1969 годы — доцент, с 1969 по 1979 годы — профессор кафедры металлургические печи. С 1979 по 1999 годы в течение двадцати лет являлся заведующим кафедрами «Металлургические печи» и «Теплофизика и информатика в металлургии» Уральского политехнического института, с 1998 года — профессор этой кафедры.
В 1953 году защитил диссертацию на соискание учёной степени — кандидат технических наук по теме: «Исследование теплообмена в доменной печи и теплофизических материалов», в 1968 году защитил диссертацию на соискание учёной степени — доктор технических наук по теме: «Исследование теплофизических процессов в слоевых металлургических печах». В 1969 году Ю. Г. Ярошенко было присвоено учёное звание профессора, в 1999 году — звание почётного профессора УГТУ.
Ю. Г. Ярошенко являлся одним из основателей и признанных лидеров Уральской научной школы металлургов-теплотехников.
Скончался 17 марта 2021 года. Похоронен рядом с супругой Ниной Федотовной на Широкореченском кладбище Екатеринбурга.

## Научная деятельность
Основная научная деятельность Ю. Г. Ярошенко связана с вопросами в области экологии и теплофизики металлургических технологий. Ю. Г. Ярошенко был участником более чем в тридцати семи международных конгрессах на которых им было представлено около пятидесяти двух научных докладов, был избран почётным членом Академии инженерных наук имени А. М. Прохорова и членом Международной энергетической академии. 
Ю. Г. Ярошенко автор более 550 научных и учебных работ, в том числе 23 монографий и 11 учебников для студентов высших учебных заведений, 36 патентов и авторских свидетельств на изобретения, под его руководством было защищено 9 докторских и 42 кандидатские диссертации. В 2006 году за учебник «Экология» Ю. Г. Ярошенко удостоен — Премии Правительства Российской Федерации в области образования. 

## Награды
- Орден Почёта (2007) — за заслуги в научно-педагогической деятельности и большой вклад в подготовку квалифицированных специалистов[7];
- Орден «Знак Почёта» (1986);
- Медаль «За доблестный труд в Великой Отечественной войне 1941—1945 гг.»;
- Серебряная медаль ВДНХ.

### Звания
- Заслуженный деятель науки и техники РСФСР (1992) — за заслуги в научной деятельности[2][8].

## Премии
- Премия Правительства Российской Федерации в области образования (2006)[6][8].